# 袁誉柏
袁 誉柏（えん よはく、ユアン・ユーバイ、Yuan Yubai、1956年5月 - ）は、中国人民解放軍の軍人。出生地、籍貫地は、共に湖北省公安県。2015年7月現在、海軍中将、済南軍区副司令員兼北海艦隊司令員である。

## 略歴
- 1976年2月中国人民解放軍に入隊し青島潜艇学院に入学3か月の基礎訓練、7か月の専門訓練を経て、学院卒業後、1977年1月、青島潜艇基地第11艇員隊に配属。
- 1978年から1981年まで青島潜艇学院で学習。
- 1981年青島潜艇基地艇員隊魚雷長に就任。
- 1982年青島潜艇基地司令部魚雷業務長に就任。
- 同年、同基地実習副艇長に続き、某潜艇（潜水艦)副艇長に就任。
- 1990年2月青島潜艇基地某潜艇艇長に就任。
- 2003年12月潜艇第1基地（青島市嶗山区、原子力潜水艦用基地）参謀長に就任。
- 2007年6月同基地司令員に就任。
- 2008年7月海軍少将に昇格。
- 2010年10月北海艦隊参謀長、北海艦隊党委員会常務委員に就任。
- 2013年7月112任務部隊指揮官、北海艦隊副司令員に就任。
- 2014年7月人民解放軍済南軍区副司令員兼北海艦隊司令員に就任[1]。
- 2015年7月海軍中将に昇格[2]。